# Жан I (граф Лоона)

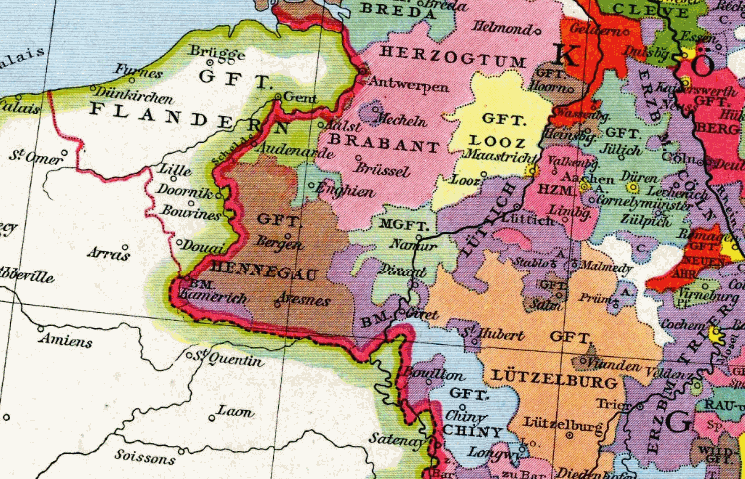
Графства Лоон и Шини в 1250 г.

Жан I де Лооз (Лоон) (фр. Jean Ier de Looz; ум. 19 января 1278) — граф Лоона и Шини. Старший сын Арнуля IV де Лооз и его жены Жанны де Шини.
Наследовал отцу в 1273 году.

## Брак и дети
Ок. 1258 года женился на Матильде Юлихской, дочери юлихского графа Вильгельма IV. В этом браке родился:
- Арнуль V (1260/65 — 1327) — граф де Лооз и де Шини

Овдовев, Жан I де Лооз женился (ок. 1269) на Изабелле де Конде, даме де Мориалме (ум. после 1280). Известны двое их детей:
- Жан II (1270—1311), сеньор д’Ажимон (его род по мужской линии пресёкся в 1374)
- Жакмен